# Castellnou de Bages
Castellnou de Bages este o localitate în Spania în comunitatea Catalonia în provincia Barcelona. În 2006 avea o populație de 837 locuitori. Este situat in comarca Bages.